# Rivula nexalis
Rivula nexalis är en fjärilsart som beskrevs av Walker 1865. Rivula nexalis ingår i släktet Rivula och familjen nattflyn. Inga underarter finns listade.